# Citrus Bowl
El Citrus Bowl es un partido de fútbol americano universitario que se disputa entre equipos de la FBS de la División I de la liga universitaria norteamericana (NCAA) todos los años, desde 1947, en el Estadio Citrus Bowl de Orlando (Florida).
Se creó en 1947 como Tangerine Bowl, para cambiar de nombre a Florida Citrus Bowl en 1983, a Capital One Bowl en 2003, y a Citrus Bowl en 2015. 
Hasta 1968 enfrentaba a dos equipos del sur de los Estados Unidos, siendo uno de ellos normalmente el campeón de la Ohio Valley Conference. En 1968 pasó a contar con equipos de primer nivel, al enfrentar al campeón de la Mid-American Conference contra equipos destacados de la Southern Conference, hasta 1972, y de la Southeastern Conference en 1972 y 1973. Luego pasó a enfrentar equipos destacados de distintas conferencias durante una década, sin alianzas específicas. Volvió a aliarse con una conferencia en 1987, la Atlantic Coast Conference, para que su campeón se enfrentara a otro equipo destacado, y desde 1992 enfrenta a equipos destacados de la Big Ten Conference y la Southeastern Conference.

## Resultados
| Temporada | Ganador          | Marcador | Perdedor         |
| --------- | ---------------- | -------- | ---------------- |
| 1946      | Catawba          | 31-0     | Maryville        |
| 1947      | Catawba          | 7-0      | Marshall         |
| 1948      | Murray State     | 21-21    |                  |
| 1948      | Sul Ross State   | 21-21    |                  |
| 1949      | Saint Vincent    | 7-6      | Emory & Henry    |
| 1950      | Morris Harvey    | 35-14    | Emory & Henry    |
| 1951      | Stetson          | 35-20    | Arkansas State   |
| 1952      | East Texas State | 33-0     | Tennessee Tech   |
| 1953      | Arkansas State   | 7-7      |                  |
| 1953      | East Texas State | 7-7      |                  |
| 1954      | Omaha            | 7-6      | Eastern Kentucky |
| 1955      | Juniata          | 6-6      |                  |
| 1955      | Missouri Valley  | 6-6      |                  |
| 1956      | West Texas       | 20-13    | Southern Miss    |
| 1957      | East Texas State | 10-9     | Southern Miss    |
| 1958      | East Texas State | 26-7     | Missouri Valley  |
| 1959      | Middle Tennessee | 21-12    | Presbyterian     |
| 1960      | The Citadel      | 27-0     | Tennessee Tech   |
| 1961      | Lamar            | 21-14    | Middle Tennessee |
| 1962      | Houston          | 49-21    | Miami (OH)       |
| 1963      | WKU              | 27-0     | Coast Guard      |
| 1964      | East Carolina    | 14-13    | Massachusetts    |
| 1965      | East Carolina    | 31-0     | Maine            |
| 1966      | Morgan State     | 14-6     | West Chester     |
| 1967      | Tennessee–Martin | 25-8     | West Chester     |
| 1968      | Richmond         | 49-42    | Ohio             |
| 1969      | Toledo           | 56-33    | Davidson         |
| 1970      | Toledo           | 40-12    | William & Mary   |
| 1971      | Toledo           | 28-3     | Richmond         |
| 1972      | Tampa            | 21-18    | Kent State       |
| 1973      | Miami (OH)       | 16-7     | Florida          |
| 1974      | Miami (OH)       | 21-10    | Georgia          |
| 1975      | Miami (OH)       | 20-7     | South Carolina   |
| 1976      | Oklahoma State   | 49-21    | BYU              |
| 1977      | Florida State    | 40-17    | Texas Tech       |
| 1978      | NC State         | 30-17    | Pittsburgh       |
| 1979      | LSU              | 34-10    | Wake Forest      |
| 1980      | Florida          | 35-20    | Maryland         |
| 1981      | Missouri         | 19-17    | Southern Miss    |
| 1982      | Auburn           | 33-26    | Boston College   |
| 1983      | Tennessee        | 30-23    | Maryland         |
| 1984      | Georgia          | 17-17    |                  |
| 1984      | Florida State    | 17-17    |                  |
| 1985      | Ohio State       | 10-7     | BYU              |
| 1986      | Auburn           | 16-7     | USC              |
| 1987      | Clemson          | 35-10    | Penn State       |
| 1988      | Clemson          | 13-6     | Oklahoma         |
| 1989      | Illinois         | 31-21    | Virginia         |
| 1990      | Georgia Tech     | 45-21    | Nebraska         |
| 1991      | California       | 37-13    | Clemson          |
| 1992      | Georgia          | 21-14    | Ohio State       |
| 1993      | Penn State       | 31-13    | Tennessee        |
| 1994      | Alabama          | 24-17    | Ohio State       |
| 1995      | Tennessee        | 20-14    | Ohio State       |
| 1996      | Tennessee        | 48-28    | Northwestern     |
| 1997      | Florida          | 21-6     | Penn State       |
| 1998      | Michigan         | 45-31    | Arkansas         |
| 1999      | Michigan State   | 37-34    | Florida          |
| 2000      | Michigan         | 31-28    | Auburn           |
| 2001      | Tennessee        | 45-17    | Michigan         |
| 2002      | Auburn           | 13-9     | Penn State       |
| 2003      | Georgia          | 34-27    | Purdue           |
| 2004      | Iowa             | 30-25    | LSU              |
| 2005      | Wisconsin        | 24-10    | Auburn           |
| 2006      | Wisconsin        | 17-14    | Arkansas         |
| 2007      | Michigan         | 41-35    | Florida          |
| 2008      | Georgia          | 24-12    | Michigan State   |
| 2009      | Penn State       | 19-17    | LSU              |
| 2010      | Alabama          | 49-7     | Michigan State   |
| 2011      | South Carolina   | 30-13    | Nebraska         |
| 2012      | Georgia          | 45-31    | Nebraska         |
| 2013      | South Carolina   | 34-24    | Wisconsin        |
| 2014      | Misuri           | 33-17    | Minnesota        |
| 2015      | Michigan         | 41-7     | Florida          |
| 2016      | LSU              | 29-9     | Louisville       |
| 2017      | Notre Dame       | 21-17    | LSU              |
| 2018      | Kentucky         | 27-24    | Penn State       |
| 2019      | Alabama          | 35-16    | Michigan         |

## Equipos destacados
| Equipo           | Participaciones | Victorias | Conferencia |
| ---------------- | --------------- | --------- | ----------- |
| Georgia          | 6               | 4         | SEC         |
| Tennessee        | 5               | 4         | SEC         |
| Auburn           | 5               | 3         | SEC         |
| Miami (Ohio)     | 4               | 3         | MAC         |
| Michigan         | 4               | 3         | Big Ten     |
| East Texas State | 4               | 3         | Lone Star   |
| Toledo           | 3               | 3         | MAC         |